# Salvia vermifolia
Salvia vermifolia là một loài thực vật có hoa trong họ Hoa môi. Loài này được Hedge & Hub.-Mor. miêu tả khoa học đầu tiên năm 1957.